# Lovedrive
Lovedrive – szósty studyjny album Scorpions (nie licząc koncertowego Tokyo Tapes) wydany w roku 1979.

## Opis albumu
Po prawie sześcioipółletniej współpracy z zespołem Ulrich Roth odszedł z zespołu ponieważ reszta nie spełniała jego koncepcji (chciał, by zespół grał muzykę przesiąkniętą muzyką poważną, a Rudi i Klaus woleli bardziej rockowy image).
Przez fanów, a nawet samego lidera grupy uważany za najlepszy LP grupy, Lovedrive, był pierwszym i jedynym albumem, w historii Scorpionsów, który był nagrywany przez trzech gitarzystów Rudolpha, Matthiasa i Michaela (który powrócił do zespołu po konfliktach (dotychczas grał w UFO) i z uzależnieniami (wyznawał zasadę "sex, drugs & rock and roll"). Pomimo trójgitarowego składu muzycy (Matthias i Michael) podzielili się materiałem do nagrania i tak Matthias zagrał solówki w pięciu utworach: "Loving You Sunday Morning", "Always Somewhere", "Can't Get Enough", "Is There Anybody There?", "Holiday", a partie solowe Michaela były w trzech pozostałych: "Another Piece Of Meat", "Coast To Coast", "Lovedrive".

## Lista utworów
| 1. | "Loving You Sunday Morning" | 5:36  |
|    |                             |       |
| 2. | "Another Piece of Meat"     | 3:30  |
|    |                             |       |
| 3. | "Always Somewhere"          | 4:56  |
|    |                             |       |
| 4. | "Coast to Coast"            | 4:42  |
|    |                             |       |
| 5. | "Can't Get Enough"          | 2:36  |
|    |                             |       |
| 6. | "Is There Anybody There?"   | 3:55  |
|    |                             |       |
| 7. | "Lovedrive"                 | 4:49  |
|    |                             |       |
| 8. | "Holiday"                   | 6:22  |
|    |                             |       |
|    |                             | 36:26 |
|    |                             |       |

## Twórcy albumu
- Klaus Meine – wokal (na koncertach gra na gitarze elektrycznej w utworze "Coast To Coast")
- Rudolf Schenker – gitara rytmiczna
- Matthias Jabs – gitara solowa
- Michael Schenker – gitara solowa
- Francis Buchholz – gitara basowa
- Herman Rarebell – perkusja

- Dieter Dierks – producent